# Oliver Taylor (pugile)
Oliver Taylor (Townsville, 19 febbraio 1938) è un ex pugile australiano.

## Palmarès

### Olimpiadi
- 1 medaglia:
  - 1 bronzo (Roma 1960 nei -54 kg)

### Giochi dell'Impero Britannico
- 1 medaglia:
  - 1 argento (Cardiff 1958 nei -54 kg)